# Koordinovaný světový čas
Koordinovaný světový čas, UTC (anglicky Coordinated Universal Time, francouzsky Temps Universel Coordonné) je základem systému občanského času, jednotlivá časová pásma jsou definována svými odchylkami od UTC. UTC je jako základ systému měření času nástupcem GMT (Greenwich Mean Time – greenwichský střední čas) a v neformálním vyjadřování je s ním někdy zaměňován. Na rozdíl od GMT, který udává čas platný v časovém pásmu základního poledníku, který je založen na rotaci Země, je UTC založen na atomových hodinách, tzn. je na rotaci Země teoreticky nezávislý, pominou-li se jednak vlivy dilatace času a jednak přestupné sekundy, které ho s GMT prakticky ztotožňují. Z hlediska relativity se jedná o souřadnicový čas (coordinate time), protože je odvozen od Mezinárodního atomového času TAI.[zdroj?]

## Princip
Jelikož se rotace Země mírně zpomaluje, GMT se oproti UTC postupně zpožďuje. Aby se UTC dal používat v praktickém životě, který je s rotací Země spjatý, je udržován v rozmezí ±0,9 sekundy od UT1; pokud je tato odchylka překročena, je o půlnoci nejbližšího 30. června nebo 31. prosince přidána nebo (teoreticky) ubrána tzv. přestupná sekunda, takže tento den končí v čase 23:59:60, resp. 23:59:58 (na rozdíl od běžného 23:59:59). K tomuto dochází průměrně jednou za rok až rok a půl. Jelikož se rotace Země zpomaluje, jsou vždy přestupné sekundy přidávány, teoreticky se však počítá i s možností ubrané přestupné sekundy. O tom, zda bude v příslušném termínu přestupná sekunda použita, rozhoduje International Earth Rotation and Reference Systems Service podle měření rotace Země.
Mezinárodní standard času UTC je určován z mnoha národních časových laboratoří vybavených atomovými hodinami, z těchto měření pak Bureau International des Poids et Mesures (Mezinárodní úřad pro míry a váhy) zpětně určí hodnotu UTC, neboť jednotlivé atomové hodiny se mohou o několik nanosekund navzájem lišit. Pro rychlejší zpětné stanovení času je vydávána verze "UTC rapid" označovaná jako UTCr. Systém GPS však používá odlišné stanovení času podle U.S. Naval Observatory, označované jako UTC(USNO). Navíc se od roku 1980 do času GPS nepřidávají přestupné sekundy (rozdíl od TAI zůstává na 19 s), což je ale softwarově přijímači korigováno.

## Zkratka
Zkratka UTC není přímou zkratkou plného názvu další varianty světového, univerzálního času. Byla vytvořena přidáním přípony C (Coordinated) ke zkratce UT. Zároveň je kompromisem mezi anglickou zkratkou CUT (Coordinated Universal Time) a francouzskou zkratkou TUC (temps universel coordonné).
Za časovým údajem (např. v normě ISO 8601) se UTC často označuje písmenem Z, případně (anglickým) hláskovacím výrazem Zulu podle hláskovací tabulky Mezinárodní organizace pro civilní letectví ICAO.

## Čas v Česku
Místní čas v České republice je dán jako UTC+1:00 (v zimním období) a jako UTC+2:00 v období letního času. To znamená, že je-li čas čehokoliv udán například na „16:00 UTC“, v ČR to je v 17:00 místního času (v zimě) nebo 18:00 (v letním čase).